# أويمياكون
أويمياكون (الروسية: Оймякон)هي إحدى مدن روسيا في الكيان الفدرالي الروسي ياقوتيا. تقع على بعد 350 كيلومترا من الدائرة القطبية الشمالية ويمتزج موقعها الجغرافي ومناخها القاري مع طبيعتها التضاريسية حيث أنها تقع على وادي يرتفع نحو 2000 متر عن سطح البحر مما يفاقم من برودة الجو.
تعد اويمياكون ابرد منطقة مأهولة في العالم ويسكنها حوالي 500 شخص في تعداد سنة 2012، ويعاني هؤلاء السكان من بروده الطقس الشديد إذ تصل درجه الحرارة 72 درجه تحت الصفر وفي الصيف قد تصل درجه الحرارة 18. ويتميز سكانها بعمرهم المديد.
«أويمياكون» بلغة التنغوس، تعني «النهر الذي لا يتجمد»، فالماء لا يتجمد هناك حتى عندما تصل درجة الحرارة في الخارج إلى الستين درجة تحت الصفر. وذلك لأن الأرض في هذه المنطقة متجمدة إلى مدى بعيد داخل القشرة الأرضية حتى عمق 1500 مترا، وبالتالي يزداد حجمها وتتمدد، مما يسبب اندفاع الماء من الأعماق إلى السطح.

## المناخ
يظهر الجدول التالي التغييرات المناخية على مدار السنة لأويمياكون:
| البيانات المناخية لـأويمياكون                           | البيانات المناخية لـأويمياكون | البيانات المناخية لـأويمياكون | البيانات المناخية لـأويمياكون | البيانات المناخية لـأويمياكون | البيانات المناخية لـأويمياكون | البيانات المناخية لـأويمياكون | البيانات المناخية لـأويمياكون | البيانات المناخية لـأويمياكون | البيانات المناخية لـأويمياكون | البيانات المناخية لـأويمياكون | البيانات المناخية لـأويمياكون | البيانات المناخية لـأويمياكون | البيانات المناخية لـأويمياكون |
| الشهر                                                   | يناير                         | فبراير                        | مارس                          | أبريل                         | مايو                          | يونيو                         | يوليو                         | أغسطس                         | سبتمبر                        | أكتوبر                        | نوفمبر                        | ديسمبر                        | المعدل السنوي                 |
| ------------------------------------------------------- | ----------------------------- | ----------------------------- | ----------------------------- | ----------------------------- | ----------------------------- | ----------------------------- | ----------------------------- | ----------------------------- | ----------------------------- | ----------------------------- | ----------------------------- | ----------------------------- | ----------------------------- |
| الدرجة القصوى °م (°ف)                                   | −16.6 (2.1)                   | −12.5 (9.5)                   | 2.0 (35.6)                    | 11.7 (53.1)                   | 26.2 (79.2)                   | 31.1 (88.0)                   | 34.6 (94.3)                   | 33.1 (91.6)                   | 23.7 (74.7)                   | 11.0 (51.8)                   | −2.1 (28.2)                   | −6.5 (20.3)                   | 34.6 (94.3)                   |
| متوسط درجة الحرارة الكبرى °م (°ف)                       | −43 (−45)                     | −35.7 (−32.3)                 | −20.8 (−5.4)                  | −3.7 (25.3)                   | 9.1 (48.4)                    | 20.0 (68.0)                   | 22.7 (72.9)                   | 18.1 (64.6)                   | 8.9 (48.0)                    | −9.2 (15.4)                   | −31 (−24)                     | −42.4 (−44.3)                 | −8.9 (16.0)                   |
| المتوسط اليومي °م (°ف)                                  | −46.4 (−51.5)                 | −42 (−44)                     | −31.2 (−24.2)                 | −13.6 (7.5)                   | 2.7 (36.9)                    | 12.6 (54.7)                   | 14.9 (58.8)                   | 10.3 (50.5)                   | 2.3 (36.1)                    | −14.8 (5.4)                   | −35.2 (−31.4)                 | −45.5 (−49.9)                 | −15.5 (4.1)                   |
| متوسط درجة الحرارة الصغرى °م (°ف)                       | −50 (−58)                     | −47.3 (−53.1)                 | −40 (−40)                     | −23.9 (−11.0)                 | −4.6 (23.7)                   | 4.0 (39.2)                    | 6.2 (43.2)                    | 2.5 (36.5)                    | −3.7 (25.3)                   | −20.4 (−4.7)                  | −39.6 (−39.3)                 | −48.8 (−55.8)                 | −22.1 (−7.8)                  |
| أدنى درجة حرارة °م (°ف)                                 | −65.4 (−85.7)                 | −67.7 (−89.9)                 | −60.6 (−77.1)                 | −46.4 (−51.5)                 | −28.9 (−20.0)                 | −9.7 (14.5)                   | −9.3 (15.3)                   | −17.1 (1.2)                   | −25.3 (−13.5)                 | −47.6 (−53.7)                 | −58.5 (−73.3)                 | −62.8 (−81.0)                 | −67.7 (−89.9)                 |
| الهطول مم (إنش)                                         | 6 (0.2)                       | 7 (0.3)                       | 5 (0.2)                       | 6 (0.2)                       | 13 (0.5)                      | 34 (1.3)                      | 45 (1.8)                      | 39 (1.5)                      | 23 (0.9)                      | 14 (0.6)                      | 12 (0.5)                      | 8 (0.3)                       | 215 (8.5)                     |
| متوسط أيام هطول الأمطار (≥ 1.0 mm)                      | 3.0                           | 2.6                           | 1.4                           | 1.8                           | 3.2                           | 6.6                           | 8.7                           | 7.7                           | 5.1                           | 4.9                           | 4.0                           | 3.0                           | 52.0                          |
| متوسط الأيام الممطرة                                    | 0                             | 0                             | 0                             | 0                             | 10                            | 17                            | 17                            | 18                            | 13                            | 1                             | 0                             | 0                             | 76                            |
| متوسط الأيام المثلجة                                    | 23                            | 23                            | 16                            | 10                            | 9                             | 1                             | 0                             | 0                             | 9                             | 21                            | 23                            | 20                            | 156                           |
| متوسط الرطوبة النسبية (%)                               | 75                            | 74                            | 72                            | 68                            | 60                            | 59                            | 65                            | 70                            | 73                            | 79                            | 77                            | 74                            | 71                            |
| ساعات سطوع الشمس الشهرية                                | 28                            | 118                           | 244                           | 284                           | 282                           | 304                           | 298                           | 236                           | 151                           | 113                           | 58                            | 13                            | 2٬129                         |
| المصدر #1: Погода и Климат,February record low          |                               |                               |                               |                               |                               |                               |                               |                               |                               |                               |                               |                               |                               |
| المصدر #2: NOAA (precipitation days and sunshine hours) |                               |                               |                               |                               |                               |                               |                               |                               |                               |                               |                               |                               |                               |